# ONUCA

Baretka medalu ONZ za misję ONUCA.

Grupa Obserwacyjna Organizacji Narodów Zjednoczonych w Ameryce Środkowej (ang. United Nations Observer Group in Central America, ONUCA) – misja pokojowa ONZ w krajach Ameryki Środkowej utworzona na mocy rezolucji Rady Bezpieczeństwa ONZ nr 644 z dnia 7 listopada 1989.
Działała między listopadem 1989 r. a styczniem 1992 r.

## Zadania misji
- powstrzymanie przemytu broni dla walczących stron
- niedopuszczenie do przeprowadzania ataków partyzanckich z terytoriów sąsiednich państw
- nadzór nad procesem pokojowym oraz demobilizacją Contras w Nikaragui

## Obszar działania
- Kostaryka
- Salwador
- Gwatemala
- Honduras
- Nikaragua